# Josephiella microcarpae
Josephiella microcarpae is een vliesvleugelig insect uit de familie Eurytomidae. De wetenschappelijke naam is voor het eerst geldig gepubliceerd in 2001 door Beardsley & Rasplus.